# András Storcz
András Storcz (22 aprile 1987) è un giocatore di football americano ungherese che gioca nel ruolo di wide receiver per i Budapest Wolves.